# Бінт-Джбейль (район)
Бінт-Джбейль (араб. قضاء بنت جبيل‎‎‎‎) — один з 25 районів Лівану, входить до складу провінції Південний Ліван. Адміністративний центр — м. Бінт-Джбейль. На заході межує з районом Тір, на сході — з районом Марджаюн, на півдні проходить кордон з Ізраїлем.
| Ліван | Це незавершена стаття з географії Лівану. Ви можете допомогти проєкту, виправивши або дописавши її. |